# José Ensch
José Ensch (Ciutat de Luxemburg, 7 d'octubre de 1942 - Ídem, 4 de febrer de 2008) fou un poeta luxemburguès. El 1998 va rebre el Premi Servais per la seva obra Dans les cages du vent.

## Obra
- L'arbre, amb una serigrafia de Mario Prassinos, Luxemburg, 1984, Éditions Galerie Simoncini.
- Ailleurs ... c'est certain, Luxemburg, 1985, Institut Grand-Ducal.
- Le profil et les ombres, mat engem Virwuert vun der Gisèle Prassinos, Troyes, Librairie Bleue, Kollektioun "Poésie", 1995.
- Dans les cages du vent, amb il·lustracions de Marie-Paule Schroeder, Iechternach, Éditions PHI, Kollektioun "Graphiti", i una coedició a l'Orange Bleue Éditeur, Belsch, Québec, Senegal, Réunion, i a l'Institut Grand-Ducal de Luxemburg. 1997.
- Prédelles pour un tableau à venir, Luxemburg, 2006, Éditions Estuaires, Kollektioun "99".
- L'Aiguille aveugle, Editions PHI, Collection Graphiti, juny de 2008
- Les façades, éditions Estuaires, collection "hors-série", 6. Februar 2009. ISBN 978-2-9599704-9-8.